# Primavera do Leste
Primavera do Leste este un oraș în Mato Grosso (MT), Brazilia.